# Laura Muir
Laura Muir (* 9. Mai 1993 in Milnathort) ist eine britische Mittel- und Langstreckenläuferin und aktuelle britische Rekordhalterin über die 1500-Meter-Distanz sowie Europarekordhalterin über 3000 Meter in der Halle. Sie wurde 2018 und 2022 Europameisterin über 1500 Meter und gewann eine Medaille bei Olympischen Spielen und Weltmeisterschaften.

## Karriere
Laura Muir trat im Jahr 2013 erstmals international in Erscheinung, als sie bei den U23-Europameisterschaften in Tampere die Bronzemedaille über 1500 Meter gewann. Sie konnte sich in demselben Jahr auch für die Weltmeisterschaften in Moskau für den 800-Meter-Lauf qualifizieren, bei dem sie bis ins Halbfinale gelangte. Im folgenden Jahr konnte sie sich zwar für Großereignisse qualifizieren, scheiterte aber bereits meistens in der Vorrunde. Jedoch verbesserte sie in diesem Jahr den 27 Jahre alten schottischen Rekord über 1500 Meter von Yvonne Murray auf 4:00,07 min.
2015 startete die Saison bereits früh erfolgreich, als sie bei den Halleneuropameisterschaften in Prag den vierten Rang über 3000 Meter belegte. Bei den folgenden Weltmeisterschaften in Peking erreichte sie im Finale den 5. Gesamtrang. Im Jahr 2016 verbesserte sich Muir kontinuierlich und es gelang ihr beim London Grand Prix den Landesrekord von Kelly Holmes zu brechen, mit einer Zeit von 3:57,49 min. Mit dieser Zeit reiste sie als eine Mitfavoritin zu den Olympischen Spielen in Rio de Janeiro. Dort belegte sie jedoch nur den für sie enttäuschenden 7. Rang. Nur zwei Wochen später, am 27. August 2016, verbesserte sie beim Meeting Areva in Paris ihren eigenen Landesrekord um über zwei Sekunden auf 3:55,22 min, der 16. schnellsten Zeit, die jemals über diese Distanz gelaufen wurde, und steht auf der ewigen Bestenliste auf dem 13. Platz (Stand: Dezember 2016). Mit diesem Sieg sicherte sich Muir auch die Gesamtwertung über 1500 Meter der IAAF Diamond League.
In der Hallensaison 2017 verbesserte sich Muir vor allem auf den längeren Disziplinen über 5000 und 3000 Meter. Beim Indoor-Meeting in Karlsruhe am 4. Februar erzielte sie in einem Zweikampf mit der Kenianerin Hellen Obiri einen neuen Europarekord über 3000 Meter mit einer Zeit von 8:26,41 min und belegt mit dieser Zeit Platz fünf in der ewigen Hallenweltbestenliste (Stand: Februar 2017).
Zwei Wochen später erzielte Muir einen neuen Europarekord über 1000 Meter und verbesserte die 11 Jahre alte Marke der Russin Julija Fomenko in einer Zeit von 2:31,93 min. Den Weltrekord von Maria de Lurdes Mutola verpasste sie um etwas mehr als eine Sekunde.
Bei den Halleneuropameisterschaften 2017 in Belgrad erzielte sie über 1500 Meter einen neuen Meisterschaftsrekord von 4:02,39 min und verbesserte somit auch den britischen Rekord, den zuvor Kelly Holmes innehatte. Auch über 3000 Meter gelang es Muir, einen neuen Meisterschaftsrekord aufzustellen. Sie setzte sich in den letzten beiden Runden gegen die Türkin Yasemin Can durch und verbesserte die über 20 Jahre alte Bestmarke von Fernanda Ribeiro auf 8:35,67 min. Nach ihren vielen Erfolgen in der Halle wurden an sie hohe Erwartungen für die Weltmeisterschaften London gestellt. Jedoch liefen die Vorbereitungen nicht ideal. Im Finale über 1500 Meter kämpfte sie bis zuletzt um eine Medaille, wurde aber undankbare Vierte mit 4:02,07 min. Über 5000 Meter belegte sie mit neuer Bestleistung von 14:52,07 min Platz sechs.
Erneut mit internationalen Erfolgen gekrönt sollte aber die Hallensaison 2018 werden. Mitte Februar gewann sie mit einem schnellen Schlusskilometer bei den Britischen Hallenmeisterschaften über 3000 Meter in 8:46,71 min. Bei den Hallenweltmeisterschaften in Birmingham startete sie ebenfalls über 3000 Meter und konnte sich hinter Genzebe Dibaba und Sifan Hassan Bronze sichern. Zwei Tage später trat sie auch im 1500-Meter-Finale an, für welches sie sich am Vortag qualifizieren konnte, und wurde erneut hinter Dibaba, aber dieses Mal vor Hassan, Zweite. Im August gewann sie bei den Europameisterschaften in Berlin über 1500 Meter vor Sofia Ennaoui aus Polen und ihrer Landsfrau Laura Weightman die Goldmedaille. Knapp drei Wochen später siegte sie auch im 1500-Meter-Lauf-Finale der IAAF Diamond League, das im Rahmen des Memorial Van Damme in Brüssel ausgetragen wurde.
2019 stellte sie beim Indoor Grand Prix in Birmingham beim Rennen über 1 Meile mit einer Zeit von 4:18,75 min einen weiteren britischen Hallenrekord auf. Bei den Halleneuropameisterschaften 2019 in Glasgow lief Muir über die 3000 Meter mit einem neuen Meisterschaftsrekord von 8:30,61 min zu Gold.
2021 lief Muir im 1500-Meter-Finale der Olympischen Spiele in Tokio mit neuem Landesrekord von 3:54,50 min hinter Faith Kipyegon zu Olympiasilber.
2022 lief Muir bei den Weltmeisterschaften in Eugene ebenfalls auf das Podest. Mit einer Zeit von 3:55,28 min glückte ihr als Dritte die erste Medaille bei Freiluftweltmeisterschaften. Bei den Europameisterschaften in München verteidigte sie mit 4:01,08 min ihren Titel über die 1500 Meter.
2023 siegte sie in 4:03,40 min erneut über 1500 Meter bei den Halleneuropameisterschaften in Istanbul. Im Juni wurde sie bei der Golden Gala Pietro Mennea in 3:57,09 min Zweite und im August belegte sie bei den Weltmeisterschaften in Budapest mit 3:58,58 min im Finale den sechsten Platz. Kurz darauf siegte sie in 1:57,71 min über 800 Meter bei Weltklasse Zürich sowie in 3:55,34 min beim Memorial Van Damme, ehe sie beim Prefontaine Classic mit 3:55,16 min auf Rang drei gelangte. Im Jahr darauf belegte sie bei den Hallenweltmeisterschaften in Glasgow in 8:29,76 min den vierten Platz über 3000 Meter. Im Juni siegte sie in 3:57,99 min über 1500 Meter bei der Bauhaus-Galan und beim Meeting de Paris wurde sie mit neuer Bestleistung von 3:53,79 min Dritte. Im August belegte sie bei den Olympischen Spielen in Paris in 3:53,37 min im Finale Fünfte.
Muir schloss im Sommer 2018 ihr Studium der Veterinärmedizin an der University of Glasgow erfolgreich ab.

## Persönliche Bestzeiten
(Stand 6. August 2021)
- 800 m: 1:56,73 min, 9. Juli 2021, Monaco
  - Halle: 1:58,44 min, 1. Februar 2020, Glasgow
- 1000 m: 2:30,82 min, 14. August 2020, Monaco (britischer Rekord)
  - Halle: 2:31,93 min, 18. Februar 2017, Birmingham (Europarekord)
- 1500 m: 3:53,37 min, 10. August 2024, Paris
  - Halle: 3:59,58 min, 9. Februar 2021, Liévin (britischer Rekord)
- 1 Meile: 4:15,24 min, 21. Juli 2023, Monaco (britischer Rekord)
  - Halle: 4:18,75 min, 16. Februar 2019, Birmingham (britischer Rekord)
- 3000 m: 8:30,53 min, 26. August 2022, Lausanne
  - Halle: 8:26,41 min, 4. Februar 2017, Karlsruhe (Europarekord)
- 5000 m: 14:48,14 min, 9. Juni 2023 in Paris
  - Halle: 14:49,12 min, 4. Januar 2017, Glasgow (britischer Rekord)